# Kapela ze Śląska im. Józefa Poloka
Kapela ze Śląska im. Józefa Poloka – górnośląska grupa kabaretowa i muzyczna założona w 2002 roku w Rybniku przez duet kabaretowy Józefa i Pawła Poloków.

## Opis zespołu
Kapela ze Śląska została założona w Rybniku przez ojca i syna - Józefa i Pawła Poloków. Jest to jeden z najpopularniejszych i najbardziej rozpoznawalnych zespołów na Górnym Śląsku, składającym się z zawodowych muzyków i solistów. Ceniony jest on za dynamikę i estradową elegancję oraz wysoki poziom artystyczny. Zespół organizuje swoje występy w całej Polsce.
W 2008 roku członkowie zespołu - Józef i Paweł Polokowie zostali nagrodzeni w konkursie Człowiek Roku 2007 organizowanego przez portal Rybnik.com.pl. Nagrodę w swoim i ojca imieniu odebrał Paweł Polok.
Po śmierci współzałożyciela zespołu - Józefa Poloka zespół nosi obecną nazwę Kapela ze Śląska im. Józefa Poloka. Dnia 4 listopada 2008 roku w Teatrze Ziemi Rybnickiej zespół zorganizował koncert poświęcony pamięci Józefa Poloka - Józef Polok pro Memoria.
Kapela ze Śląska im. Józefa Poloka jest stałym gościem programów rozrywkowych TVP, m.in. "Wice i Godki" oraz innych produkcji telewizyjnych. W Telewizji Silesia występuje m.in. w programie "Gotowanie po śląsku". Wyłącznym przedstawicielem Kapeli jest Impresariat "Szkolak 4", także nagrała płyty muzyczne m.in.: Piosenki dla..., Piosenki o..., Z kolyndeczkom idymy.... Kapela ze Śląska często współpracuje z innymi śląskimi artystami, m.in. z Joanną Bartel i Kabaretem Rak.

## Obecny skład
- Paweł Polok - solista, impresario
- Ewelina Ruckgaber - śpiew
- Marcin Ochojski - trąbka
- Andrzej Kocyba - kontrabas, gitara basowa[7]
- Jerzy Kleczka - akordeon

## Dyskografia
- 2006: Piosenki o...
- 2008: Z kolyndeczkom idymy...
- 2008: Piosenki dla...
- 2009: Józef Polok - wspomnienie

## Nagrody
- 2004 - Józef Polok otrzymał nagrodę Hanys Roku[8]
- 2008 - Józef i Paweł Polokowie zostali nagrodzeni w konkursie Człowiek Roku 2007 organizowanego przez portal Rybnik.com.pl